# 周奉叔
周奉叔（5世纪—494年），南朝齐武将。北兰陵（今山东省苍山县）人，名将周盘龙子。他因得宠于皇帝萧昭业而横行无忌，为权臣萧鸾所杀。

## 生平

### 早期仕途
周奉叔勇力绝人，随父征讨，于路抢劫。齐高帝建元三年（481年）正月，北魏攻打淮阳，周盘龙时任军主，奉高帝命前去相救。周奉叔率二百余人陷阵深入，魏军以万余骑分为左右两翼围住他。有一骑逃回告诉周盘龙：“奉叔已阵亡”，周盘龙正在吃饭，就丢下筷子骑上马持槊直突魏军，所向披靡。周奉叔其实已经大杀魏军，突围而出，但周盘龙却不知道，仍在魏军中冲杀。周奉叔见父亲许久没有出来，又纵马杀入寻找父亲。父子两骑在魏军中冲杀，数万魏军不敢抵挡，于是魏军战败，死伤万计。周盘龙、周奉叔父子也因此名震北魏。
齐武帝命周奉叔领军东讨民变首领唐寓之，他畏惧武帝威严，约束部下，不敢扰民。后任东宫直阁将军。当时武帝嫡长孙南郡王萧昭业在其叔父即武帝次子扬州刺史竟陵王萧子良处，周奉叔秘密把自己推荐给萧昭业。

### 鬱林王年间
永明十一年（493年）七月，萧昭业即位，以周奉叔与直阁将军曹道刚为心膂，任周奉叔为游击将军，加辅国将军，与曹道刚一起负责在殿内当值守卫。
周奉叔善于骑马，萧昭业向他学习骑射，尤其亲近宠爱他，他可以进入后宫。不久加领淮陵太守、兖州中正。周奉叔谄媚阿谀，萧昭业对此很喜欢，于是周奉叔仗着自己的勇力和威势，专恣跋扈，无所忌惮，凌辱公卿。有一次他向司空王敬则换米二百斛，王敬则给他一百斛，他不接受。王敬则很害怕，又给他二百斛及金银财宝等物。王敬则有一内妓，萧昭业令周奉叔索要。周奉叔不通报就前去，随从都把单刀拔出一半，王敬则赤脚逃到里面，认为自己无法逃脱才出来，远远向周奉叔呼喊：“兄弟怎么突然来了？”周奉叔说了萧昭业索求内妓的意思，才作罢。
萧昭业以周奉叔和中书舍人綦毋珍之、曹道刚、中书舍人朱隆之为羽翼，他们四人也互相勾结弄权。周奉叔曾带着二十口单刀出入宫禁，虽然没有奉诏，但门卫不敢喝止。他总对人说：“周郎刀不识君（我周郎的刀不认得你）。”又索求武帝的御用鼓角、舆车，又索求御用仪仗给自己的左右，萧昭业无不依从。
周奉叔又向萧昭业请求任黄门侍郎。萧昭业的堂叔祖辅政大臣知尚书事西昌侯萧鸾坚决反对未果。隆昌元年（494年）正月，周奉叔被除授给事黄门侍郎，还未正式受拜上任。萧鸾忌惮他，指使卫尉萧谌、征南咨议萧坦之说服萧昭业外放周奉叔为外援。萧昭业想诛杀宰相，也就外放周奉叔为持节、都督青冀二州军事、冠军将军、青州刺史，曹道刚为中军司马、青冀二州中正，原本官职如前，作为自己的外援。萧鸾又对周奉叔说了地方大员的重要性，周奉叔采纳。周奉叔向萧昭业请求封千户侯，获准。萧鸾以为不可。周奉叔对萧谌说：“若不能封我千户侯，那就五百户；不如此，周郎就拿刀去办理。”结果他被封为曲江县男，食邑三百户。周奉叔大怒，在众人中拔刀怒目而视，咬牙切齿，萧鸾劝说他，他才接受。周奉叔向萧昭业辞行完毕将去赴任，军队已经出城。萧鸾担心他一旦出城就不能再控制他，与萧谌合谋，称有敕书，召周奉叔到尚书省，带到后堂，在省内杀了他，数名勇士用拳头打了他很久他才死，再将他交付廷尉。萧鸾告诉萧昭业“周奉叔怠慢朝廷”。萧昭业不得已认可了萧鸾的说法。
萧昭业的亲信溧阳令杜文谦先前劝说綦毋珍之密报周奉叔，让宿卫将万灵会等人杀萧谌，掌握宫内兵，再发兵入尚书省斩杀萧鸾，胜过坐以待毙，一旦迟疑就会被萧鸾下敕书赐死，还会殃及父母。綦毋珍之不能采纳。萧鸾杀周奉叔后，将綦毋珍之和杜文谦也抓捕杀了。
不久，萧鸾又发动政变杀萧昭业，以皇太后王宝明名义追废萧昭业为鬱林王，在太后令中以“奉叔、珍之互执权柄”为萧昭业罪状，称萧鸾诛杀他们是“诛锄群小”。

## 评价
- 《南史》论曰：观夫奉叔取进之道，不亦几于乱乎。其致屠戮，亦其宜矣。（看周奉叔的进身之道，不也几乎混乱吗？他被处决也是应该的。）[3]

## 家庭
- 子周神归，南朝梁员外散骑常侍、沛郡太守
  - 孙兴皇法朗[11]